# Ulrichshügel
Der Ulrichshügel ist eine 701 Meter hohe Erhebung im Bayerischen Alpenvorland zwischen Icking und Irschenhausen. Am flachen höchsten Punkt hat sich früher eine Kirche befunden.